# Спагетти с фрикадельками
Спагетти с фрикадельками (англ. spaghetti and meatballs) — итало-американское блюдо, состоящее из спагетти, томатного соуса и фрикаделек.

## Приготовление
Фрикадельки готовятся из мясного фарша, хлеба или панировочных сухарей, зелени (обычно базилика), специй, сливок или молока, а также других ингредиентов по желанию. Они обжариваются, а затем тушатся в томатном соусе. Спагетти отвариваются и соединяются с фрикадельками и соусом.
Вдохновлённая аналогичными блюдами из южной Италии, современная версия спагетти с фрикадельками была разработана итальянскими иммигрантами в США. Однако сочетания макарон с мясом восходят как минимум к средневековью, а блюда из пасты (включая длинную пасту) с томатным соусом и различными видами фрикаделек задокументированы в некоторых итальянских регионах и в современных итальянских кулинарных книгах как maccheroni alle polpette (переводится как «макароны с фрикадельками») и maccheroni alla chitarra con polpette, хотя эти блюда часто встречаются только в определенных регионах и городах. Они особенно популярны в некоторых районах Южной Италии, откуда эмигрировало большинство итальянских иммигрантов в Соединённые Штаты. Вместе с тем, обычно версия, подаваемая в Южной Италии, включает фрикадельки меньшего размера, чем современная версия итало-американских и итальянских иммигрантов.

## История
Спагетти с фрикадельками были популярны среди итальянских иммигрантов в Нью-Йорке, для которых мясо здесь стало гораздо более доступно, чем в Италии.
- В 1888 году Джульетта Корсон из Нью-Йорка опубликовала рецепт пасты с фрикадельками и томатным соусом[8].
- В 1909 году рецепт «говяжьих шариков со спагетти» появился в «Американской кулинарии», том 13[9].
- Национальная ассоциация макаронных изделий[англ.] (первоначально называвшаяся Национальной ассоциацией производителей макарон) опубликовала рецепт спагетти с фрикадельками в 1920-х годах[10].
- В 1931 году компания «Venice Maid» в Нью-Джерси продавала консервированные «спагетти с фрикадельками в соусе»[11].
- В 1938 году название «спагетти с фрикадельками» появилось в списке консервов, производимых итало-американским шеф-поваром, известным своей одноимённой маркой пищевых продуктов под названием «Chef Boyardee[англ.]», в Милтоне[англ.], штат Пенсильвания.

Итальянские писатели и повара часто высмеивают это блюдо, когда его называют творением итальянской кухни, и называют его псевдоитальянским или неитальянским, потому что в Италии фрикадельки меньше и подаются только с запечёнными макаронными изделиями, сделанными из теста с яйцами. Многие шеф-повара и кулинары, и не только в Италии, прямо называют спагетти с фрикадельками блюдом американской кухни, или, в лучшем случае, имеющим итало-американское происхождение. Причём «итальянским» оно является, по их мнению, только потому что его популяризовали и ввели в своё регулярное потребление итальянские иммигранты, но только уже по приезде в Соединённые Штаты с конца XIX века. Здесь они стали массово готовить разные виды мяса (преимущественно свинину и говядину), переработанные в фарш в такой кулинарной обработке, чтобы получались фрикадельки, в комбинации со спагетти. Блюдо вскоре вышло за пределы итальянской диаспоры и получило повсеместное распространение в США. 

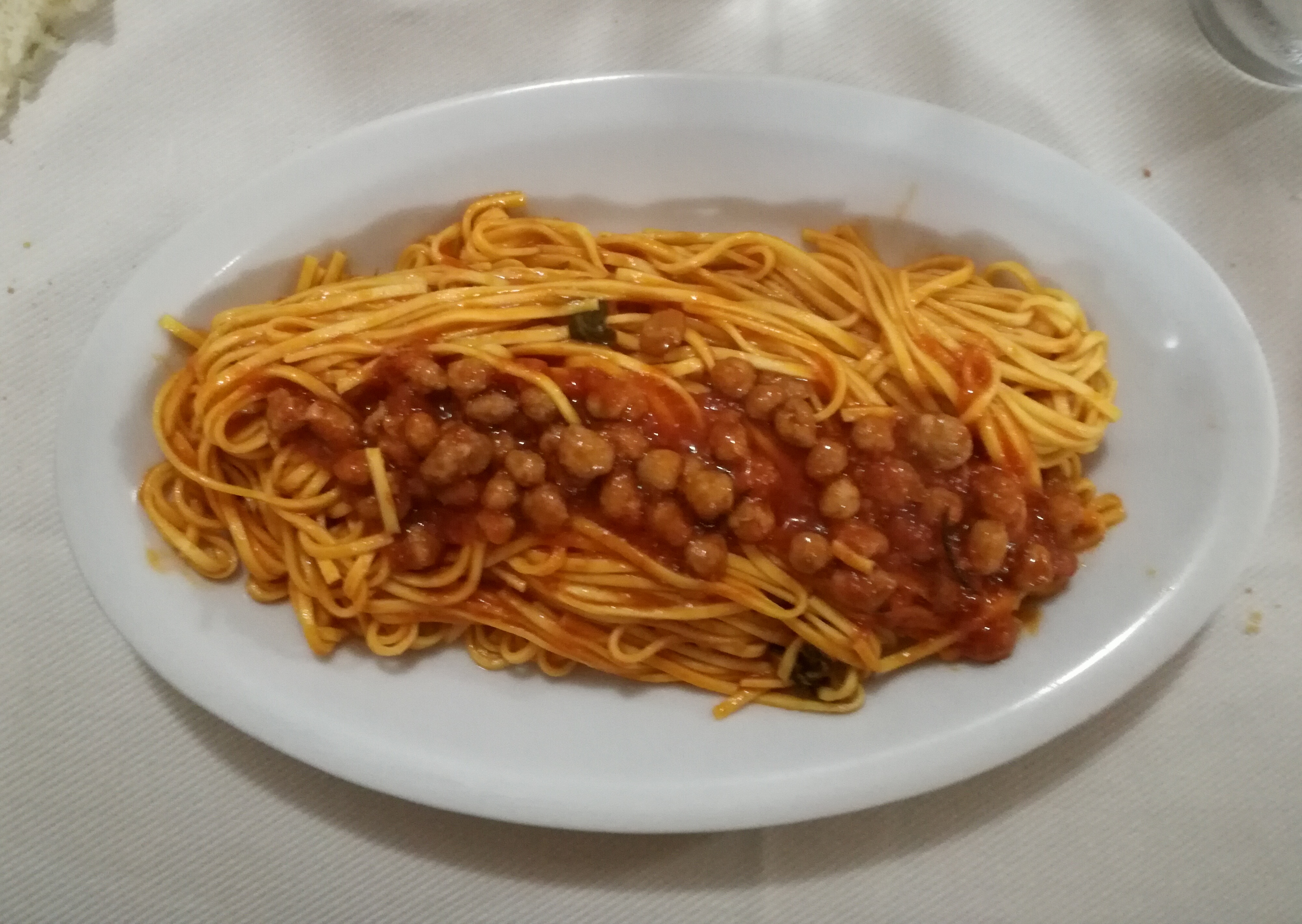
Итальянская версия спагетти с фрикадельками: Chitarra alla Teramana (con pallottine)

Тем не менее различные виды пасты с мясом являются частью кулинарной традиции Абруццо, Апулии, Сицилии и других частей южной Италии. Рецепт ригатони с фрикадельками можно найти в «Il cucchiaio d’argento» («Серебряная ложка»), обширной итальянской кулинарной книге. В Абруццо chitarra alla teramana — это стандартное первое блюдо, приготовленное из spaghetti alla chitarra, небольших фрикаделек (полпеттин или паллоттин) и мясного или овощного рагу.
Другие блюда, которые имеют сходство со спагетти с фрикадельками, включают pasta seduta, и maccaroni azzese из Апулии.
Некоторые запеченные блюда из макарон из Апулии сочетают макароны и мясо, где фрикадельки, мортаделла или салями запекаются с ригатони, томатным соусом и моцареллой, а затем покрываются тестом.
Другие рецепты пасты включают кусочки мяса, завернутые в сыр, мясной рулет с травами (involtini) и брачола, которые готовятся в соусе, но вынимаются для подачи как второе блюдо.

## Влияние
На спагетти с фрикадельками основан внешний вид божества из пастафарианства — Летающего Макаронного Монстра.

## Галерея

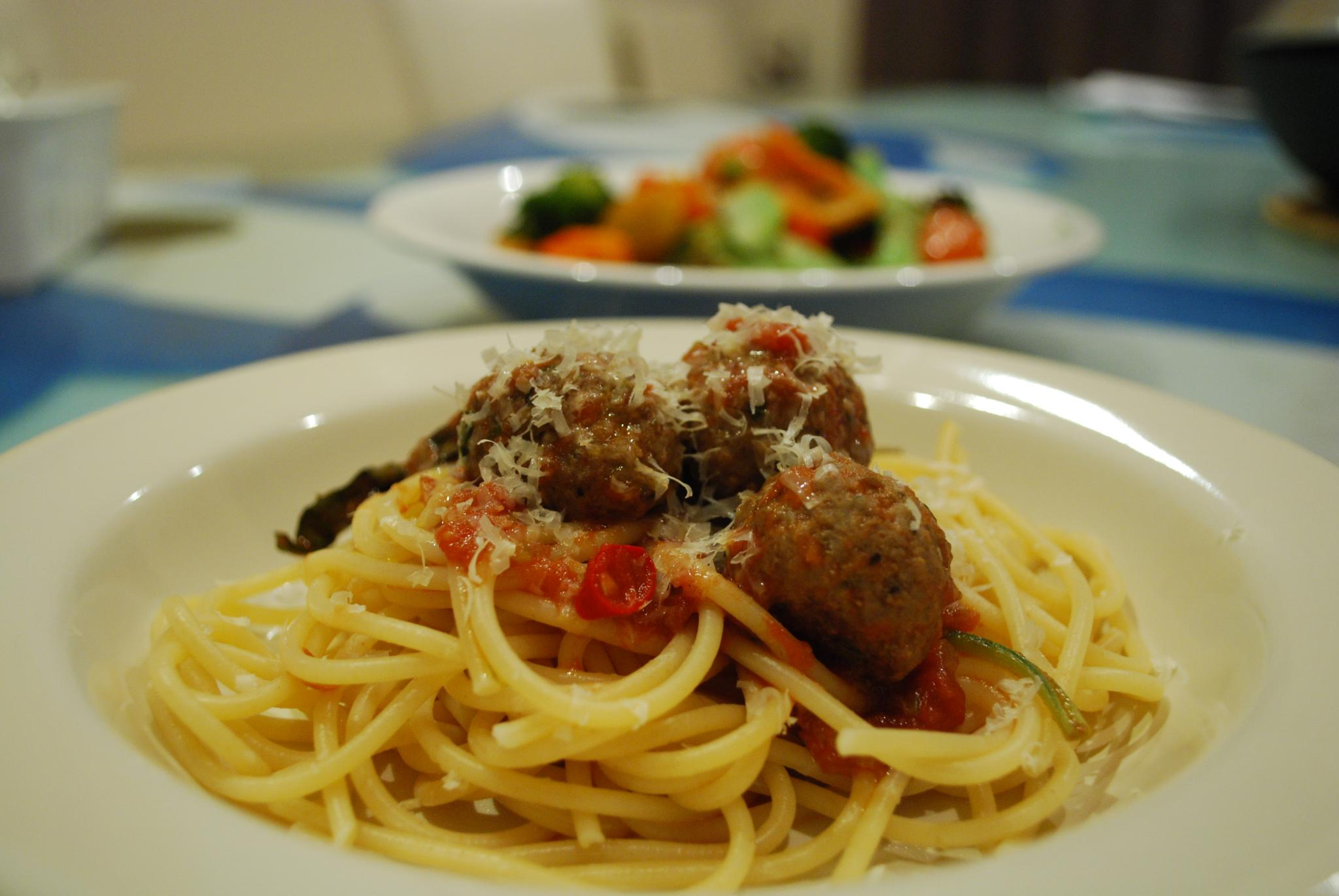
Домашние спагетти с фрикадельками
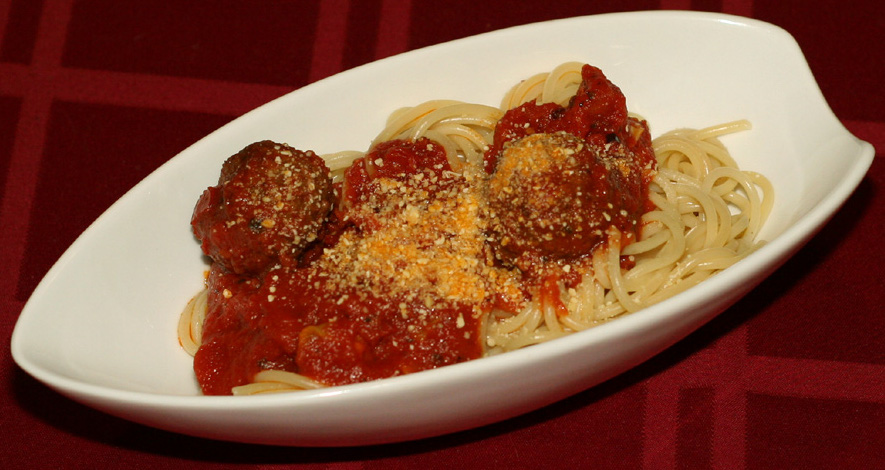
Ресторанная подача спагетти с фрикадельками и сыром пармезан
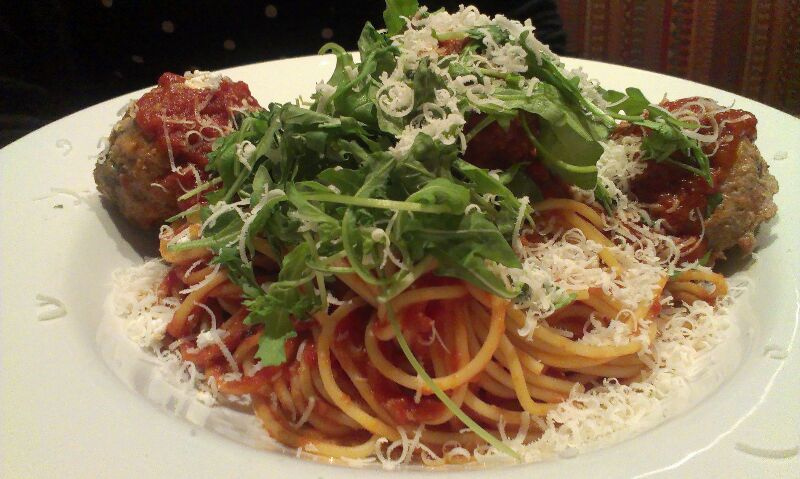
Спагетти с фрикадельками и зеленью
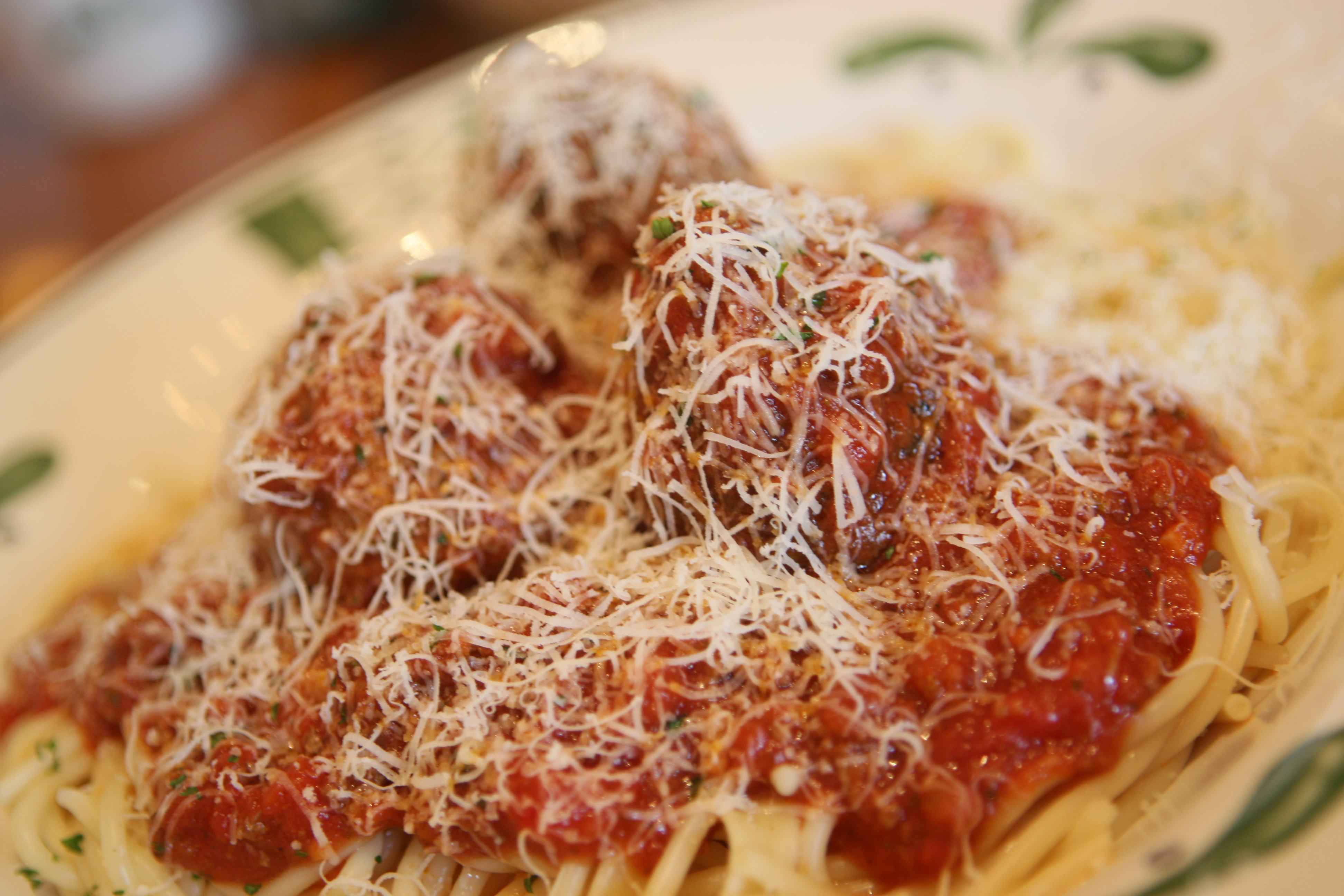
Спагетти с фрикадельками и сыром
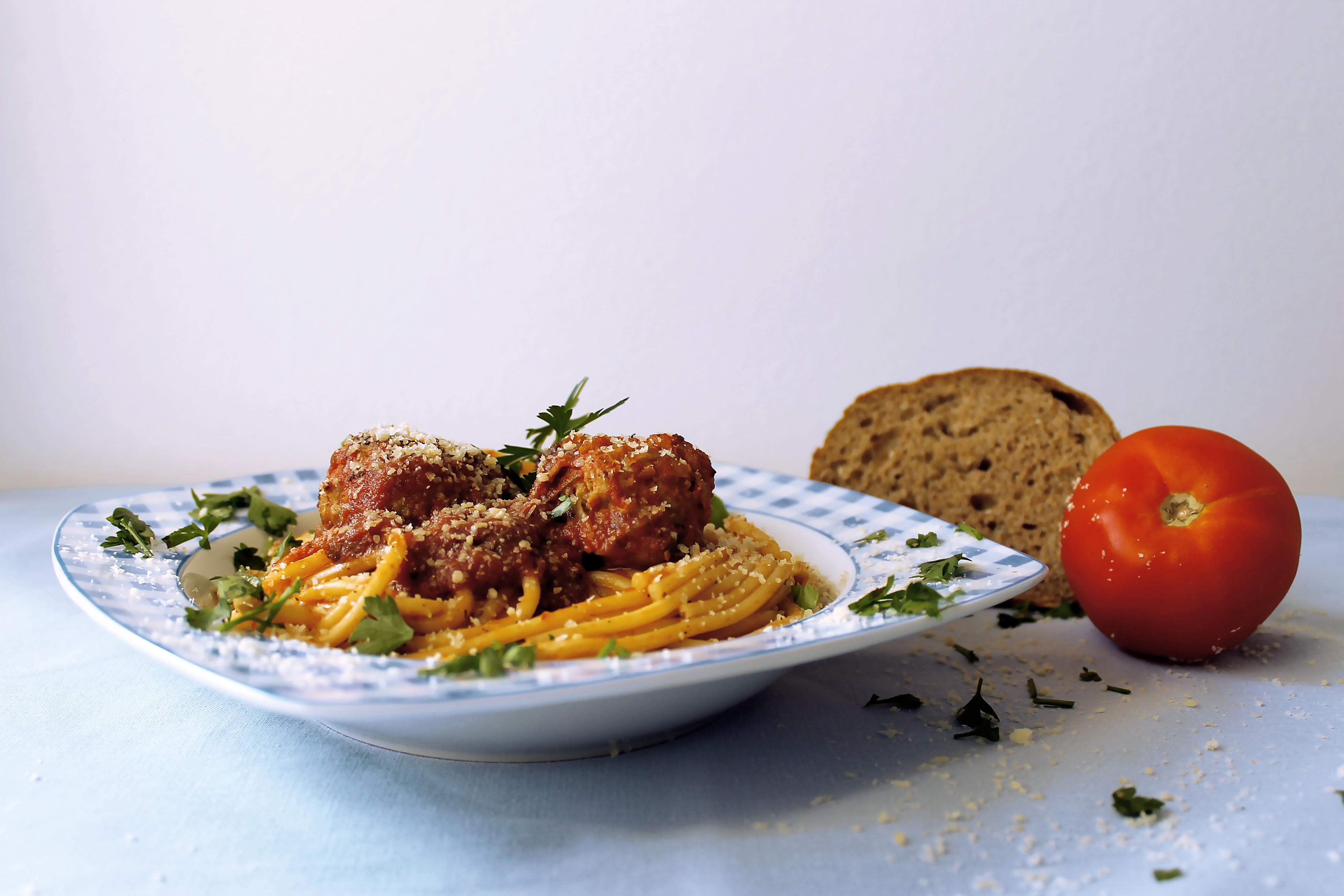
Спагетти с фрикадельками, рядом помидор и хлеб
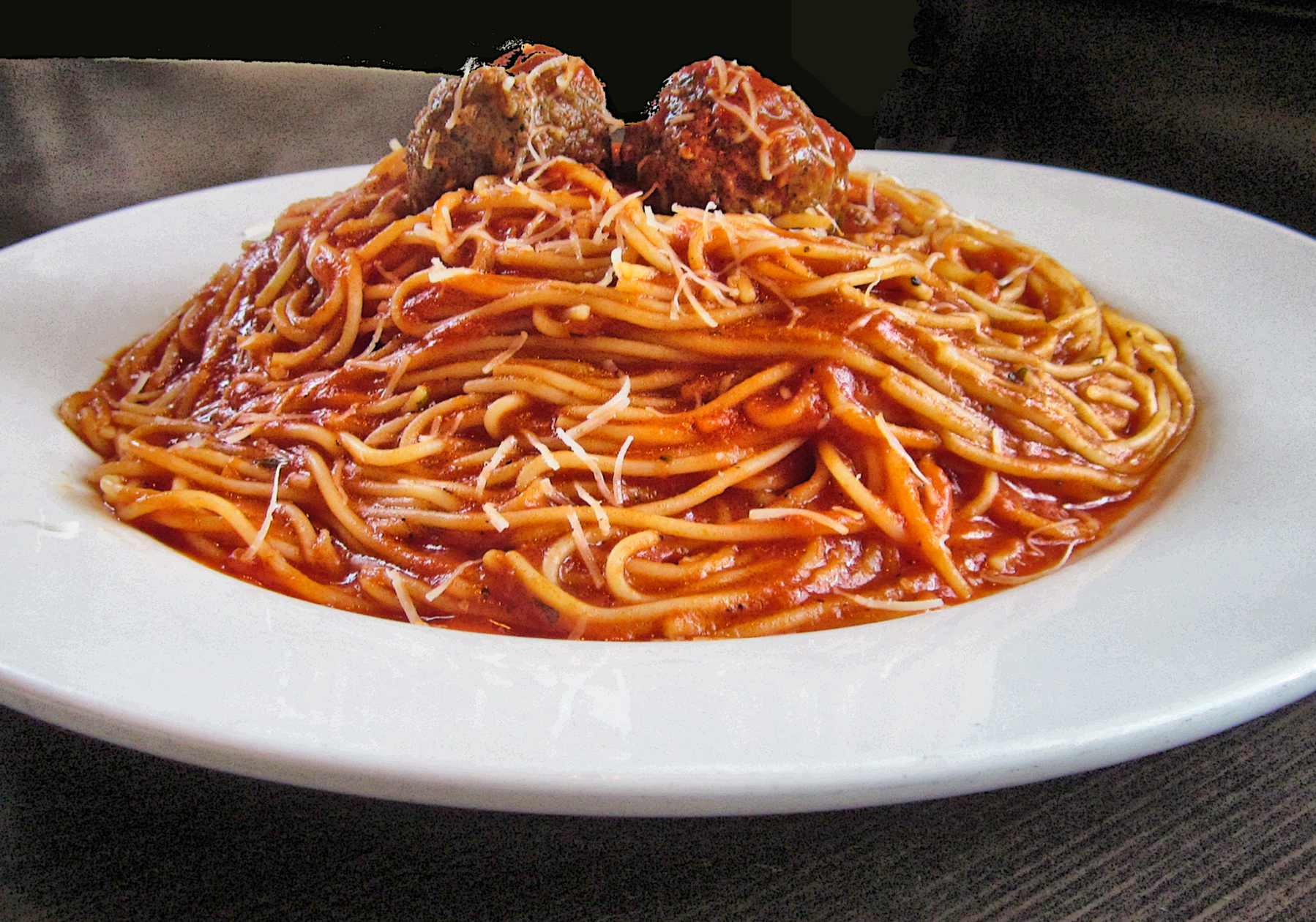
По-домашнему
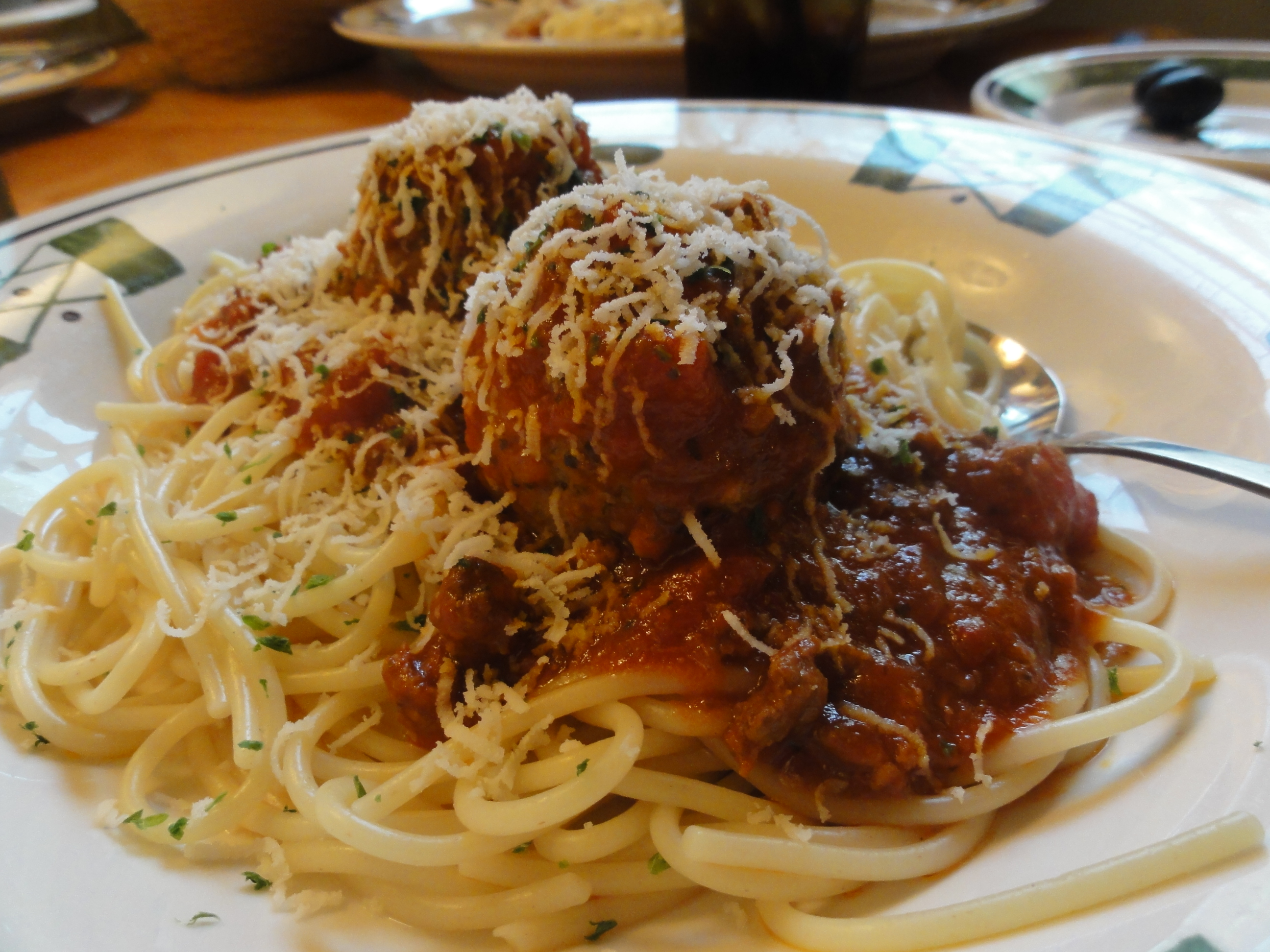
Спагетти с фрикадельками и сыром
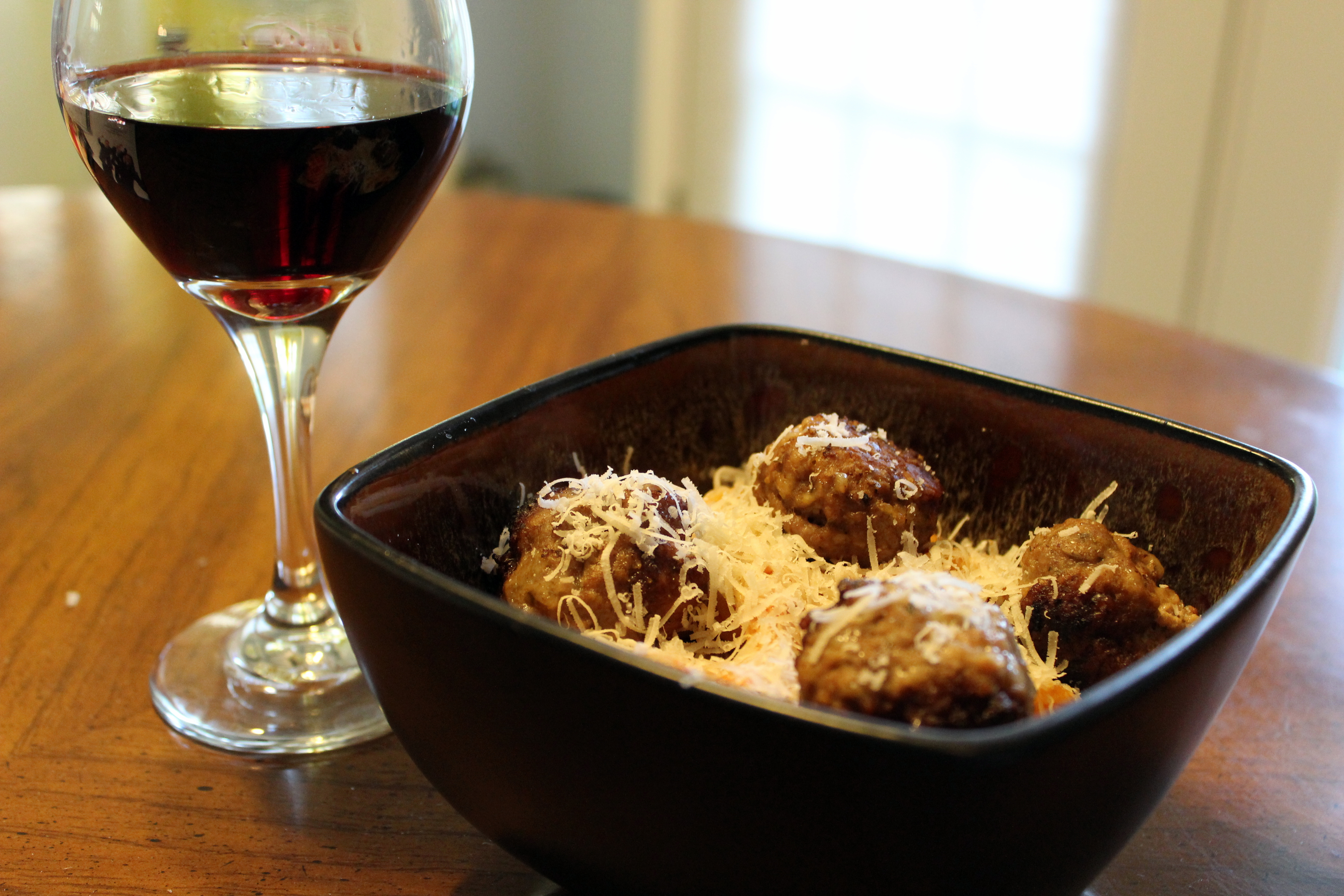
С бокалом вина